# Клеър Пули
Клеър Пули (на английски: Clare Pooley) е английска блогърка и писателка на произведения в жанра социална драма, любовен роман и мемоари.

## Биография и творчество
Клеър Пули е родена през 1970 г. в Лондон, Англия. Дъщеря е на Питър Пули, бивш генерален директор на Европейската комисия. Завършва гимназията интернат „Родеан“ в Брайтън. Следва в женския Нюнам Колидж на Кеймбриджкия университет, който завършва с бакалавърска степен по икономика. След дипломирането си работи 20 години в областта на рекламата в агенция „Дж. Уолтър Томпсън“, където става управляващ партньор и ръководител на група. Напуска работата си след раждането на третото си дете.
Докато отглежда децата си изпада в депресия и става зависима от алкохола. Решава да се откаже от алкохола, но на 232 ден от това си решение е диагностицирана с първа фаза на рак на гърдата и започва битка с това заболяване. През 2015 г. под псевдонима Sober Mummy започва да води блога Mummy was a Secret Drinker (Мама бе тайна пияница), в който описва живота си след решението да се откаже от алкохола. Първата ѝ книга The Sober Diaries (Трезвите дневници) е издадена през 2017 г. Той е разказ за първата ѝ година на трезвеност и също така включва разказ за нейната успешна битка за преодоляване на рака на гърдата.
Дебютният ѝ роман „Проект „Истина“ е издаден през 2020 г. и е вдъхновен от опита ѝ да разкаже истината за живота си. Ексцентричният 79-годишен художник Джулиан Джесъп оставя в „случайно“ кафене мистериозна тетрадка, която озаглавява Проект „Истина“. В нея разказва своята история и предизвиква непознатите, в чиито ръце ще попадне тетрадката, да направят същото. Така се преплитат съдбите на пет напълно различни човека, всеки от тях търсещ своя собствен смисъл, и преобръща живота им в обща среща с истината. Романът става бестселър в списъка на „Ню Йорк Таймс“, получава наградата за дебют на Асоциацията на писателите на романтична литература и наградата за най-добър чуждестранен роман от сайта „Бабелио“. Издаден е в над 30 страни по света.
Следващият ѝ роман „Хората на платформа 5“ е издаден през 2020 г. Той отново събира различни непознати хора, които всеки ден пътуват с влака към работата си. Неочаквано събитие ще ги разтърси и те ще трябва да се опознаят, а в един момент и да потърсят помощ един от друг.
Клеър Пули живее със семейството си в квартал Фулъм, Лондон.

## Произведения

### Самостоятелни романи
- The Authenticity Project (2020)[1][2][3]
Проект „Истина“, изд.: ИК „Изток-Запад“, София (2020), прев. Анелия Данилова
- The People on Platform 5 (2022) – издаден и като Iona Iverson's Rules for Commuting

### Документалистика
- The Sober Diaries (2017)[1][2]